# Alan Spavin
Alan Spavin (Lancaster, 20 febbraio 1942 – 16 marzo 2016) è stato un calciatore inglese, di ruolo centrocampista.

## Carriera

### Giocatore
Gioca fino al 1960 nelle giovanili del Preston N.E., con cui nella stagione 1960-1961 all'età di 18 anni esordisce tra i professionisti segnando un gol in 9 presenze (che resteranno anche le sue uniche in carriera in questa categoria), campionato che i Lilywhites concludono con una retrocessione in seconda divisione. Gioca poi da titolare in questa categoria per nove stagioni consecutive, dal 1961 al 1970, anno nel quale il club retrocede in terza divisione; grazie alla vittoria della Third Division 1970-1971 torna poi subito in seconda divisione, categoria in cui gioca per un ulteriore triennio, dal 1971 al 1974, anno in cui arriva una nuova retrocessione in terza divisione: nel 1974, dopo complessive 26 reti in 417 partite di campionato viene ceduto ai Washington Diplomats, con cui tra il 1974 ed il 1975 segna 4 reti in 40 partite nella NASL. Dopo una breve apparizione con i semiprofessionisti inglesi del Morecambe nel 1975, gioca fino al 1976 nella prima divisione irlandese con il Dundalk, con cui vince anche un campionato. Torna quindi ai Washington Diplomats, con cui tra il 1976 ed il 1977 segna 2 reti in ulteriori 28 presenze nella NASL. Torna quindi al Preston, con cui nella stagione 1977-1978 conquista una promozione dalla terza alla seconda divisione inglese, categoria in cui gioca nella stagione 1978-1979, anche se con un ruolo da comprimario (in quest'ultimo biennio al Preston gioca infatti in totale solamente 7 partite di campionato).
In carriera ha totalizzato complessivamente 424 presenze e 26 reti nei campionati della Football League.

### Allenatore
Dopo il ritiro è stato per un periodo vice allenatore del Preston.

## Palmarès

### Giocatore

#### Competizioni nazionali
- Third Division: 1

Preston: 1970-1971
- Campionato irlandese: 1

Dundalk: 1975-1976